# Natus Vincere
Natus Vincere (latin för "född att vinna"), oftast förkortat NAVI eller Na`Vi, är en e-sportorganisation som är baserad i Kiev, Ukraina.

## Om organisationen
Organisationen bildades 2009. Den har sedan utökats i flera spel, bland annat Counter-Strike: Global Offensive, Dota 2, League of Legends, Fortnite, Valorant, Apex Legends, FIFA och Playerunknown's Battlegrounds.

## Medlemmar
I februari 2022 består gruppen av följande personer.
- Oleksandr "s1mple" Kostyliev
- Denis Sharipov
- Kirill Mikhailov
- Valerii Vakhovskyi
- Ilya Zalutskiy